# 終わらない詩
「終わらない詩」（おわらないうた）は、日笠陽子の楽曲。彼女の2枚目のシングルとして2013年6月5日にポニーキャニオンから発売された。作詞・作曲はいずれもyamazoが手掛け、本曲の作詞にはyamazoと同じF.M.F所属の稲葉エミも加わっている。「日笠陽子ソロプロジェクト」3か月連続リリースの第2弾。

## 背景、制作
日笠陽子の2枚目のシングルであり、アニメーション映画『ハル』の主題歌である。
2013年2月8日に、デビューシングル「美しき残酷な世界」（5月8日）を皮切りに3か月連続でCDをリリースするとの発表があり、そこでその第2弾が「終わらない詩」で同年6月5日にリリースすることも合わせて発表された。また同じ日にアニメ映画『ハル』の主要キャストが発表され、日笠がヒロイン・くるみを演じるとともに、主題歌を担当することも発表された。
日笠がアルバム『Glamorous Songs』に収録するために選んでいた楽曲だったが、『ハル』の世界観に近いと思い、『ハル』の監督・牧原亮太郎に推薦した。牧原は、当初「ふわふわとした包まれるようなイメージ」の楽曲を主題歌にしようと考えていたが、本曲を聴いたことで採用を決めた。
レコーディングは、楽器とボーカルを同じスタジオ内で収録する形で行われた。またレコーディングには、作品の繋がりのため『ハル』の音響監督・はたしょう二も立ち会っている。

## 音楽性
「終わらない詩」は、アニメーション映画『ハル』の世界観に寄り添う楽曲であるが、様々な人の世界観にも寄り添える楽曲を目指しているという。曲調は前作とは異なり、切なくどこか懐かしいような余韻が印象的なバラードになっている。
日笠は「いろいろ試したんですけど、最終的には力強く、生命力を感じさせるような方向」になったと語っている。

## リリース
シングルは初回限定盤（PCCG-01344）と通常盤（PCCG-70181）の2種リリースで、初回限定盤には本曲のミュージック・ビデオを収録したDVDが同梱されている。
ミュージック・ビデオやジャケットも本曲と同様にアニメーション映画『ハル』に寄り添っており、『ハル』の世界観の一部が表現されている。
シングルのカップリング曲「イノセント」は、アップリフティングな曲で、日笠曰く「心があったかくなる」曲であるという。

## 収録曲
| 全作曲・編曲: yamazo。 |                                  |                  |            |      |
| #                      | タイトル                         | 作詞             | 作曲・編曲 | 時間 |
| 1.                     | 「終わらない詩」                 | yamazo、稲葉エミ | yamazo     | 4:41 |
| 2.                     | 「イノセント」                   | yamazo           | yamazo     | 4:29 |
| 3.                     | 「終わらない詩（Instrumental）」 |                  | yamazo     | 4:41 |
| 4.                     | 「イノセント（Instrumental）」   |                  | yamazo     | 4:28 |
| 合計時間:              | 合計時間:                        | 合計時間:        | 18:20      |      |

| #  | タイトル                      | 作詞 | 作曲・編曲 |
| -- | ----------------------------- | ---- | ---------- |
| 1. | 「終わらない詩」(Music Video) |      |            |

## チャート
| チャート（2013年）                | 最高位 |
| --------------------------------- | ------ |
| オリコン週間                      | 15     |
| Billboard Japan Hot Animation     | 12     |
| Billboard Japan Top Singles Sales | 15     |
| CDTV（6月15日放送）               | 24     |